# Chelsea Football Club
Il Chelsea Football Club, noto semplicemente come Chelsea (pron. 'tʃɛlsi), è una società calcistica inglese con sede nella città di Londra, nel borgo di Hammersmith e Fulham, militante nella massima serie del campionato inglese.
Dalla fondazione, avvenuta il 10 marzo 1905, disputa le proprie partite casalinghe allo stadio Stamford Bridge, impianto da 41 837 posti. Nonostante il nome, la squadra non ha sede nell'omonimo quartiere di Londra, bensì nel vicino borgo di Hammersmith e Fulham. I giocatori vengono soprannominati The Blues ("i blu"), per via dei colori sociali del club, o più anticamente The Pensioners ("i pensionati"). Il completo tradizionale del club è una maglietta di colore blu reale con abbinati dei pantaloncini dello stesso colore. Il simbolo, invece, è stato quasi sempre un leone cerimoniale con un bastone, che nel 2005 ha subito un piccolo restyling.
A livello internazionale è la seconda squadra in Inghilterra per numero di titoli ufficiali vinti: 11. Nella bacheca del club figurano: 2 UEFA Champions League, 2 Europa League, una Conference League, 2 Coppe delle Coppe, 2 Supercoppe europee e 2 Coppe del mondo per club. Con la vittoria della UEFA Conference League nel 2024-2025 è diventata la prima squadra nella storia del calcio ad aver vinto le cinque principali competizioni UEFA esistenti o soppresse (Coppa dei Campioni/Champions League, Coppa delle Coppe, Coppa UEFA/Europa League, Conference League, Supercoppa UEFA). È inoltre l'unica squadra d'Europa ad essere stata contemporaneamente, dal 15 al 25 maggio 2013, campione in carica della UEFA Champions League (vinta nel 2011-2012) e dell'Europa League (vinta appena dieci giorni prima della finale della UEFA Champions League 2012-2013). Per numero di trofei vinti a livello internazionale è la prima squadra londinese.
A livello nazionale è la quinta squadra in Inghilterra per numero di titoli ufficiali vinti: 23. Nella bacheca del club figurano: 6 campionati inglesi, 8 FA Cup, 5 League Cup, 4 Community Shield. Complessivamente il club si è aggiudicato 34 trofei ufficiali, 23 nazionali e 11 internazionali, che la rendono la quinta squadra più vincente in Inghilterra dietro Liverpool (69), Manchester United (68), Arsenal (48) e Manchester City (36).
Insieme alle suddette squadre e al Tottenham forma le "Big Six" del calcio inglese. La maggiore rivalità è quella coi vicini dell'Arsenal, seguita da quelle con gli altri concittadini del Tottenham e del Fulham; a livello nazionale, invece, le sfide più sentite sono quelle contro il Liverpool e il Manchester United. Ha vissuto due diverse epoche di successi, la prima dalla metà degli anni sessanta ai primi anni settanta del XX secolo e la seconda dalla fine degli anni novanta ai giorni nostri. Nel 2022 la rivista Forbes ha indicato il Chelsea come l'ottavo club più prezioso del mondo, con un valore stimato intorno ai 3 miliardi di dollari statunitensi. Il Chelsea è quinto nella classifica dell'affluenza media di tifosi negli stadi inglesi.

## Storia

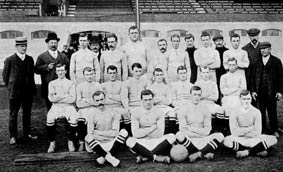
La prima squadra del Chelsea nel settembre 1905

Il Chelsea fu fondato il 10 marzo 1905 nel pub The Rising Sun (odierno The Butcher's Hook), situato di fronte all'attuale ingresso principale dello stadio di Fulham Road e, poco dopo, venne ammesso alla Football League. Dopo la prima guerra mondiale, il club visse momenti altalenanti, prima di stabilirsi per trentadue anni nella massima divisione inglese (1930-1962), attirando un nutrito seguito di appassionati. La squadra ottenne scarsi risultati fino al 1952, quando, con la nomina al ruolo di allenatore dell'ex centravanti della nazionale inglese Ted Drake, iniziò un processo di profonda modernizzazione del club, sia dentro sia fuori dal campo. Uno dei suoi primi provvedimenti fu il miglioramento delle modalità di allenamento, al quale partecipava attivamente lui stesso (pratica rara nell'Inghilterra dell'epoca), per poi guidare, nel 1954-1955, il club alla prima vittoria del campionato nazionale. La stagione seguente, aperta con la vittoria in Charity Shield, vide la nascita della Coppa dei Campioni d'Europa ad opera della UEFA. Con il tecnico scozzese Tommy Docherty, il Chelsea vinse la League Cup (1964-1965) e la FA Cup (1969-1970), oltre alla Coppa delle Coppe 1970-1971 nella ripetizione della partita contro il Real Madrid, aggiudicandosi così il suo primo trofeo internazionale.

Grafico che mostra i risultati del Chelsea dalla fondazione ad oggi.

Tra l'inizio degli anni settanta e la fine degli anni ottanta, a causa di un progetto di ristrutturazione dello stadio di Stamford Bridge, il Chelsea rischiò il fallimento finanziario e di dover perdere il proprio campo da gioco, ma all'inizio degli anni novanta il nuovo proprietario Ken Bates riuscì a salvare la squadra. I Blues si stabilirono nuovamente nella neonata Premier League nel 1992 e raggiunsero la finale di FA Cup 1993-1994, ma fu con la nomina di Ruud Gullit, già Pallone d'oro, che le fortune del club mutarono. Guidato dall'olandese, nelle vesti di allenatore-giocatore, e dagli attaccanti italiani Gianfranco Zola e Gianluca Vialli, il Chelsea si aggiudicò la FA Cup 1996-1997, primo grande trofeo vinto dal 1971. Nella stagione seguente fu Vialli a subentrare in panchina nelle vesti di allenatore-giocatore. Il club londinese riuscì a mantenere i vertici della graduatoria britannica e inaugurò una felice tradizione di tecnici italiani: Vialli vinse la Football League Cup 1997-1998, la Coppa delle Coppe 1997-1998, la Supercoppa UEFA 1998, la FA Cup 1999-2000 e il Charity Shield 2000, oltre a ottenere il terzo posto nel 1998-1999, che valse la prima partecipazione dei Blues alla UEFA Champions League.

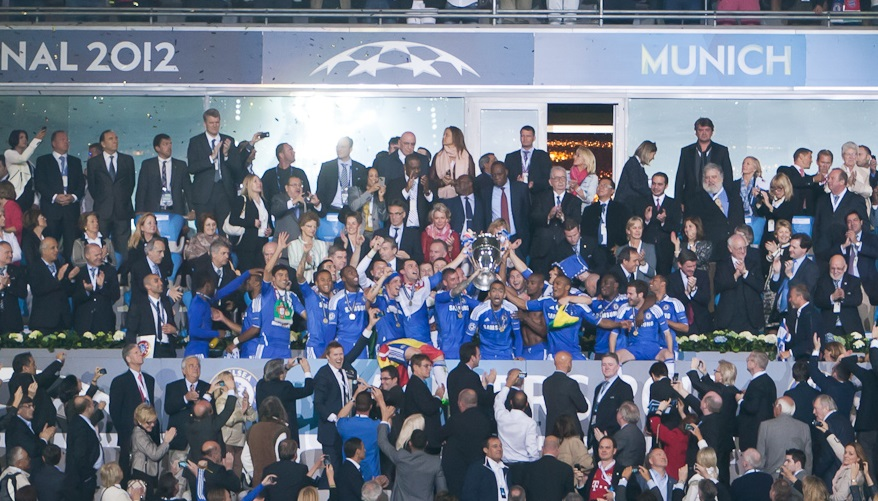
I giocatori del Chelsea celebrano la vittoria della prima Champions League della loro storia, vinta nel 2012 ai calci di rigore contro il Bayern Monaco

Nel 2003 il magnate russo Roman Abramovič rilevò il club per la cifra più costosa di sempre per una squadra di calcio britannica. Il tecnico italiano Claudio Ranieri riuscì a guidare la squadra alla finale di FA Cup 2001-2002 e alla qualificazione alla UEFA Champions League nell'annata seguente, in cui il Chelsea raggiunse per la prima volta le semifinali della massima competizione europea, ponendo le basi per i successivi allori raccolti dal suo sostituito, il portoghese José Mourinho, che, con un organico avente in John Terry, Frank Lampard, Petr Čech e Didier Drogba alcuni tra gli interpreti di maggiore rilievo, diede il via a un nuovo ciclo di vittorie: Premier League (2004-2005, primo campionato vinto dopo 50 anni, e 2005-2006), League Cup (2004-2005 e 2006-2007), Community Shield (2005) e FA Cup (2006-2007). Dopo la partenza di Mourinho agli albori della stagione 2007-2008, la squadra raggiunse la finale di UEFA Champions League 2007-2008 (persa contro il Manchester Utd) sotto la guida di Avraham Grant. Grazie a un parco giocatori molto competitivo e all'ingaggio di allenatori provenienti da campionati stranieri, dalla fine del primo decennio del nuovo millennio il Chelsea riuscì a imporsi sia a livello nazionale sia a livello internazionale, vincendo due UEFA Champions League (2011-2012 con Roberto Di Matteo e 2020-2021 con Thomas Tuchel), due UEFA Europa League (2012-2013 con Rafael Benitez e 2018-2019 con Maurizio Sarri), la seconda Supercoppa UEFA (2021, con Tuchel), la prima Coppa del mondo per club (2021, con Tuchel), tre Premier League (2009-2010 con Carlo Ancelotti, 2014-2015 con Mourinho, 2016-2017 con Antonio Conte), quattro FA Cup (2008-2009, 2009-2010, 2011-2012, 2017-2018), un Community Shield (2010) e una League Cup (2014-2015).
Il 30 maggio 2022, dopo diciannove anni di gestione di Abramovič, la proprietà del club passa a BlueCo, un consorzio guidato da Todd Boehly e Clearlake Capital. Il primo trofeo della nuova proprietà è, sotto la guida dell'allenatore italiano Enzo Maresca, la UEFA Conference League 2024-2025. Dopo circa due mesi, il Chelsea vince anche la sua seconda Coppa del mondo per club, battendo in finale il Paris Saint-Germain per 3-0.

## Colori e simboli

### Colori
Sebbene quasi in tutta la sua storia il Chelsea abbia sempre indossato maglie blu scuro, all'inizio esse erano più tendenti all'azzurro, usato per via dei colori di scuderia dell'allora presidente, il Conte di Cadogan. Attorno al 1912 le divise divennero blu reale, e furono affiancate da pantaloncini bianchi e calzettoni ancora blu. Negli anni sessanta, con Tommy Docherty nuovo allenatore, colori di pantaloncini e calze si invertirono, ossia i primi divennero blu e i secondi bianchi: questo perché il tecnico d'allora voleva rendere la divisa della sua squadra unica, diversa da tutte quelle delle altre formazioni inglesi. Questo nuovo kit venne indossato per la prima volta nella stagione 1964-1965. Da allora, i colori casalinghi del Chelsea rimasero invariati, se non per alcuni accorgimenti stilistici.
Per quanto riguarda la divisa da trasferta, il colore tradizionale del club è quasi sempre stato il giallo, anche se ci sono state molte variazioni negli anni, a cominciare proprio dalla prima maglia fuori casa adottata: infatti, essa era a strisce bianche e nere. Per una sola partita (ovvero la semifinale di FA Cup contro lo Sheffield Wednesday), invece, similmente all'Inter, la squadra utilizzò strisce nere e azzurre, ancora una volta negli anni sessanta con Tommy Docherty in panchina. Altre divise diverse da quella gialla furono tre: una verde menta negli anni ottanta, un'altra a quadretti bianchi e rossi e una di color grigio-arancio, tutte e due negli anni novanta. Dal 2008-2009, poi, fu scelto il nero come colore principale della maglia utilizzata in trasferta: per quella stagione, infatti, la divisa fu interamente nera, mentre nel 2009-2010 vide l'intervallarsi di strisce orizzontali di colore blu e blu scuro, e infine nel 2010-2011 vennero inserite delle sottili linee bianche sul petto (simili a quelle già sperimentate nel 2006-2007), assieme al colore arancio per alcune parti della divisa come i simboli di club e sponsor.

### Simboli ufficiali

#### Stemma
Dalla sua fondazione il Chelsea ha avuto cinque stemmi, molto diversi l'uno dall'altro. Nel 1905 la società adottò come primo logo il cosiddetto "pensionato di Chelsea", che contribuì alla nascita del soprannome Pensioners e rimase per il mezzo secolo successivo, nonostante non sia mai apparso sulla maglietta. Tale figura fu ispirata dagli ospiti dell'Ospedale Reale di Chelsea, struttura presso la quale alloggiavano ex membri della British Army, che all'epoca costituiva una sorta di simbolo del quartiere.
Nell'ambito del suo progetto di modernizzazione, Ted Drake insistette per rimuovere lo storico simbolo, sostituito per un anno (1952) da un altro emblema, che riportava semplicemente le iniziali del club: C.F.C. Nel 1953 lo stemma cambiò radicalmente in un leone rampante che guarda dietro di sé e tiene uno scettro, simbolo adottato nei successivi tre decenni: questo particolare logo traeva origine dall'emblema dei Conti di Cadogan, allora proprietari del club. In esso comparivano tre rose, che simboleggiavano l'Inghilterra, e due palloni da calcio; fu il primo scudetto che comparve sulle magliette, dato che questa consuetudine iniziò a prender piede nei primi anni sessanta.
Nel 1986, poi, il leone rampante abbandonò temporaneamente il Chelsea, per essere rimpiazzato da uno ruggente, colorato di giallo e che simbolicamente era posto a guardia del club, ancora rappresentato dalle iniziali C.F.C. Successivamente, con l'impulso del neoproprietario Roman Abramovič, la società, per festeggiare il centenario nel 2005, ripristinò il leone con bastone adottato nel 1953, ma rimodernandolo e aggiungendovi tutt'intorno scritte in oro: il nuovo logo riproponeva la storica cornice blu con all'interno due palloni da calcio e due fiori, entrambi dorati. Infine, il simbolo mutò un'ultima volta l'anno seguente, togliendo le scritte esterne e cambiando il colore delle figure nella cornice da oro a rosso.

#### Inno
La canzone storicamente associata al Chelsea è Blue Is the Colour, pubblicata da Daniel Boone e Rod McQueen il 26 febbraio 1972 e sottoposta ai vertici del club nella stagione 1971-1972. Questo singolo venne ufficialmente adottato in concomitanza con la finale della Football League Cup 1971-1972 persa contro lo Stoke City. La canzone è stata inoltre interpretata parecchie volte anche dai membri della formazione del Chelsea che si sono susseguiti negli anni.
Altri canti relativi al club e intonati dai tifosi nello stadio sono Carefree, We all follow the Chelsea, Ten Men Went to Mow, Zigga Zagga, Hello! Hello! e Celery.

#### Mascotte

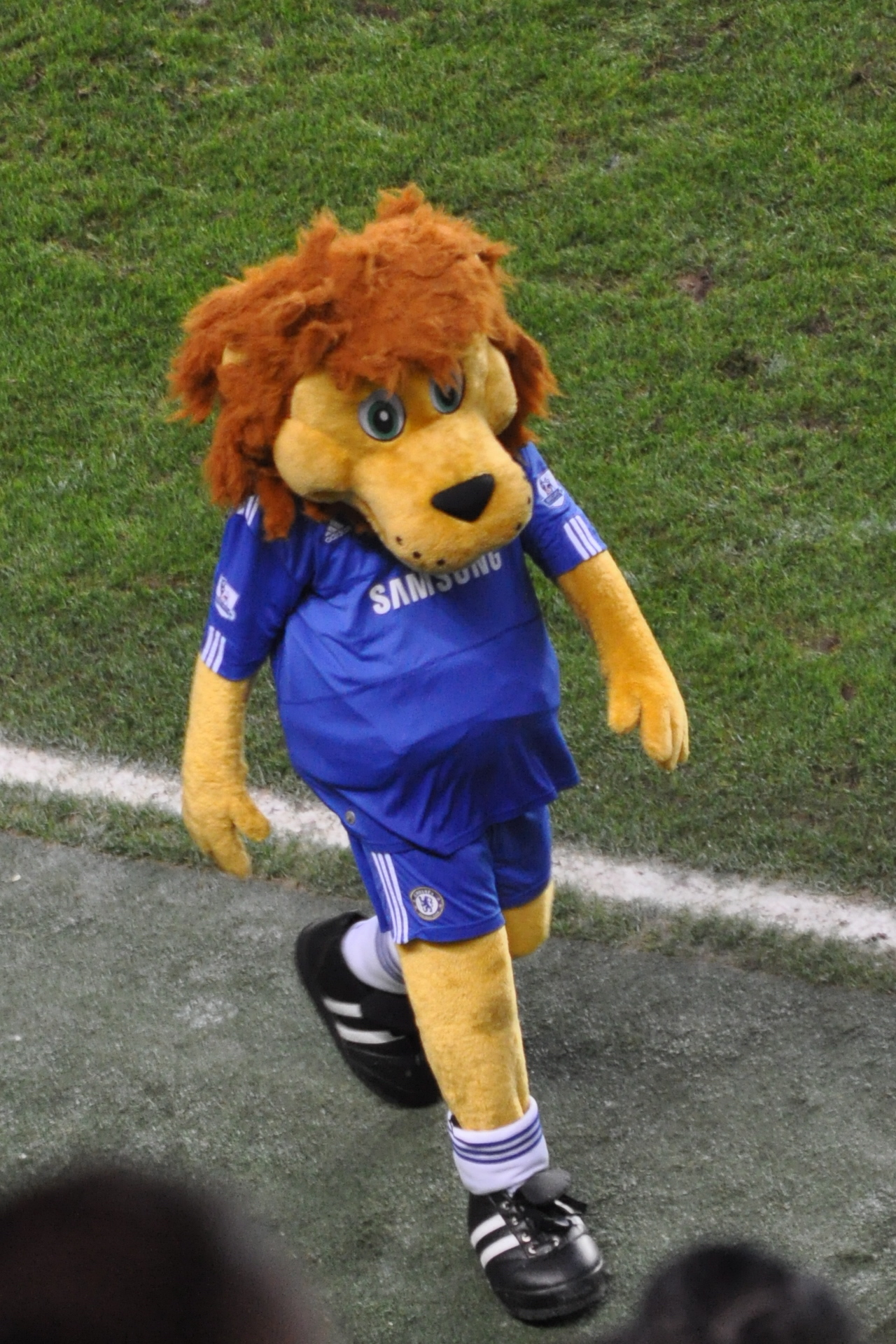
Stamford the Lion

Un altro simbolo del Chelsea, stavolta abbastanza recente, è la sua mascotte ufficiale, chiamata Stamford the Lion (in italiano Stamford il Leone), in onore dello stadio di proprietà del club. Come dice il suo nome, si tratta di un leone che indossa ogni anno la maglia corrente della squadra. I suoi compiti sono principalmente quelli di divertire i tifosi facendo il giro del campo prima delle partite casalinghe della formazione londinese, e di tifare la stessa durante ogni incontro, esibendosi inoltre in buffe esultanze ad ogni suo gol.

## Strutture

### Stadio

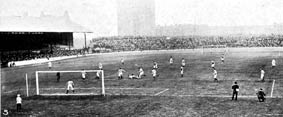
Chelsea vs. West Bromwich Albion allo Stamford Bridge il 23 settembre 1905; il Chelsea vinse 1-0

Il Chelsea ha sempre avuto un solo stadio, lo Stamford Bridge, dove gioca sin dalla fondazione. L'impianto fu ufficialmente aperto il 28 aprile 1877. Per i primi 28 anni della sua esistenza fu utilizzato esclusivamente dal London Athletics Club come arena per le gare di atletica e non per il calcio. Nel 1904 il campo fu rilevato dall'imprenditore Gus Mears e dal fratello Joseph, che aveva precedentemente acquistato un ulteriore pezzo di terreno (precedentemente un grande orto) con l'obiettivo di impiegare l'intera area di 51000 m² per la costruzione di un campo da calcio.
Lo Stamford Bridge fu progettato per la famiglia Mears dal famoso architetto Archibald Leitch. La stessa famiglia propose poi di affittare lo stadio al Fulham, che però rifiutò la proposta. A causa di ciò, i proprietari decisero di fondare personalmente una nuova squadra, la quale si sarebbe servita dello stadio appena realizzato. Questo fatto rappresentò una grossa novità, poiché molti dei club nati prima avevano cercato soltanto in un secondo momento un terreno su cui poter giocare. Ad ogni modo, dato che nel quartiere c'era già un club di nome Fulham, i fondatori, dopo aver escluso nomi come Kensington FC, Stamford Bridge FC e London FC, decisero di adottare per la nuova squadra il nome del quartiere adiacente, Chelsea.
Inizialmente, lo Stamford Bridge aveva la forma di un ovale aperto, era provvisto di tribuna coperta e aveva una capienza di circa 100 000 spettatori. Gli anni trenta videro poi la costruzione di una gradinata nella parte sud e di una copertura che riparava un quinto di essa. Col tempo, a quest'ultima venne attribuito il nome di Shed End, divenendo oltretutto il principale punto di ritrovo dei tifosi del Chelsea più fedeli e più caldi, specialmente durante gli anni sessanta, settanta e ottanta. Si suppone che questo soprannome fosse stato determinato facendo riferimento al tetto, somigliante ad una lamiera di ferro ondulata.

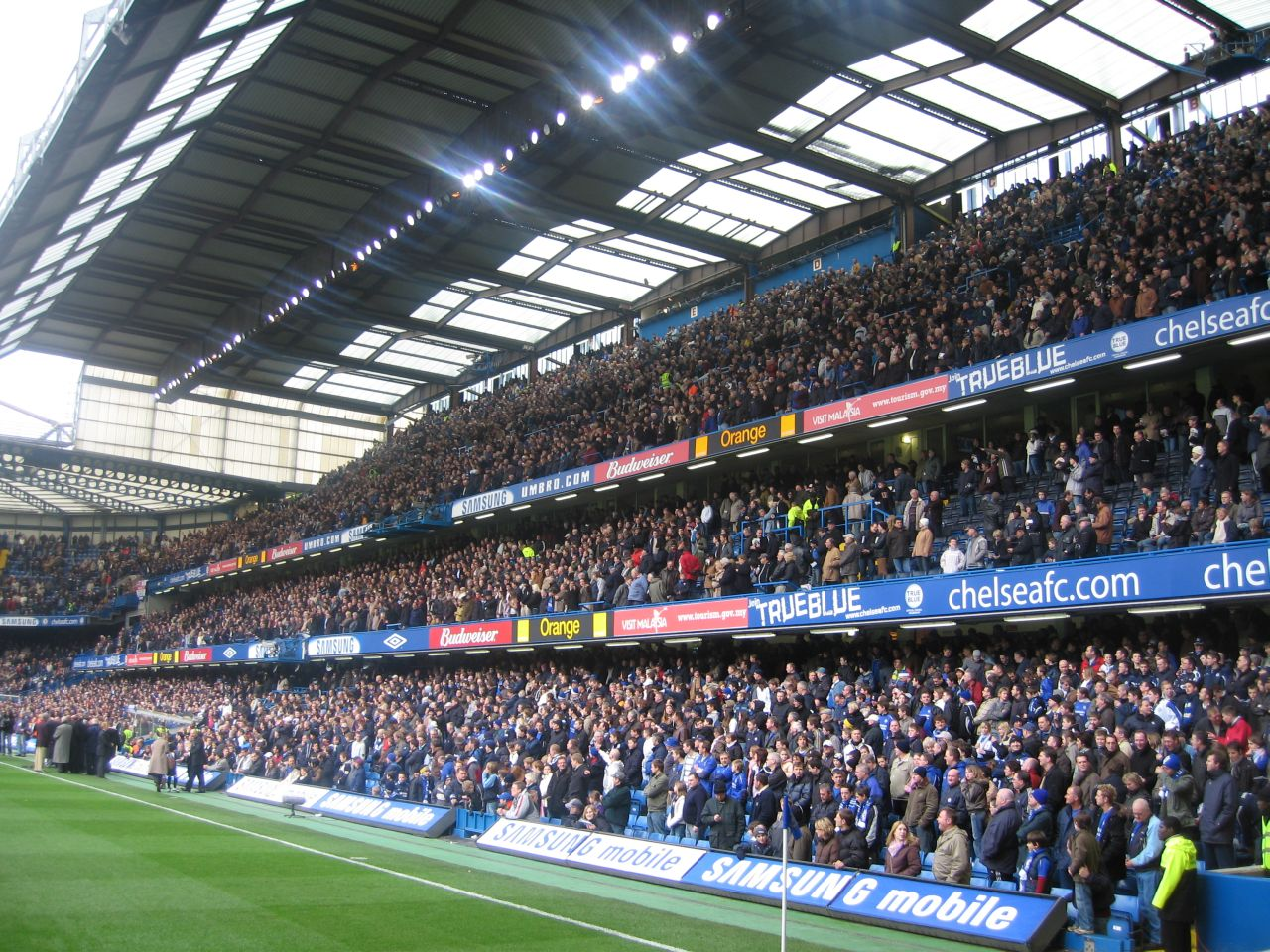
La East Stand durante un match del 2006. I costi di costruzione di questa tribuna furono alla base di molti dei problemi finanziari del Chelsea durante gli anni settanta e ottanta

Durante gli anni sessanta e settanta, i proprietari del club avviarono la modernizzazione che prevedeva 50 000 posti a sedere. I lavori cominciarono sulla East Stand negli anni settanta, ma i costi elevati gravarono moltissimo sull'economia del club, il quale si ritrovò così costretto a vendere la proprietà fondiaria a promotori immobiliari. Dopo una lunga battaglia legale, i lavori di rinnovamento furono ripresi a metà degli anni novanta, assicurando al Chelsea un futuro nel proprio stadio d'origine. Le parti nord, ovest e sud del terreno furono poi convertite in tribune con posti a sedere e avvicinate di più al campo, un processo completato nel 2001.
Il campo dello Stamford Bridge, la proprietà fondiaria, i tornelli e i diritti sul nome Chelsea appartengono al Chelsea Pitch Owners, un'organizzazione no-profit creata per assicurarsi che lo stadio non sarebbe stato mai più venduto ad altri promotori, dato che i suoi azionisti sono proprio i fan del club. Inoltre, nel caso in cui la squadra venisse spostata in un altro stadio, i nuovi acquirenti non potrebbero più usare lo stesso nome.
Negli ultimi tempi, il club si è detto favorevole ad aumentare la capienza dell'impianto, per portarla ad oltre 50 000 spettatori. Ad ogni modo, poiché lo stadio è collocato in un'area con molti edifici, di fronte ad una via principale e accanto a due linee ferroviarie, i fan possono avere accesso all'impianto solo attraverso l'entrata di Fulham Road, e dunque un'espansione si rivelerebbe molto difficile da attuare. Per questo motivo si è vociferato di un possibile spostamento dello stadio del Chelsea presso altre aree, come l'Earls Court Exhibition Centre, la centrale elettrica di Battersea, o le Chelsea Barracks, caserme dismesse dal Ministero della Difesa, ma il club ha espresso il desiderio di rimanere nella sua sede attuale.

## Società

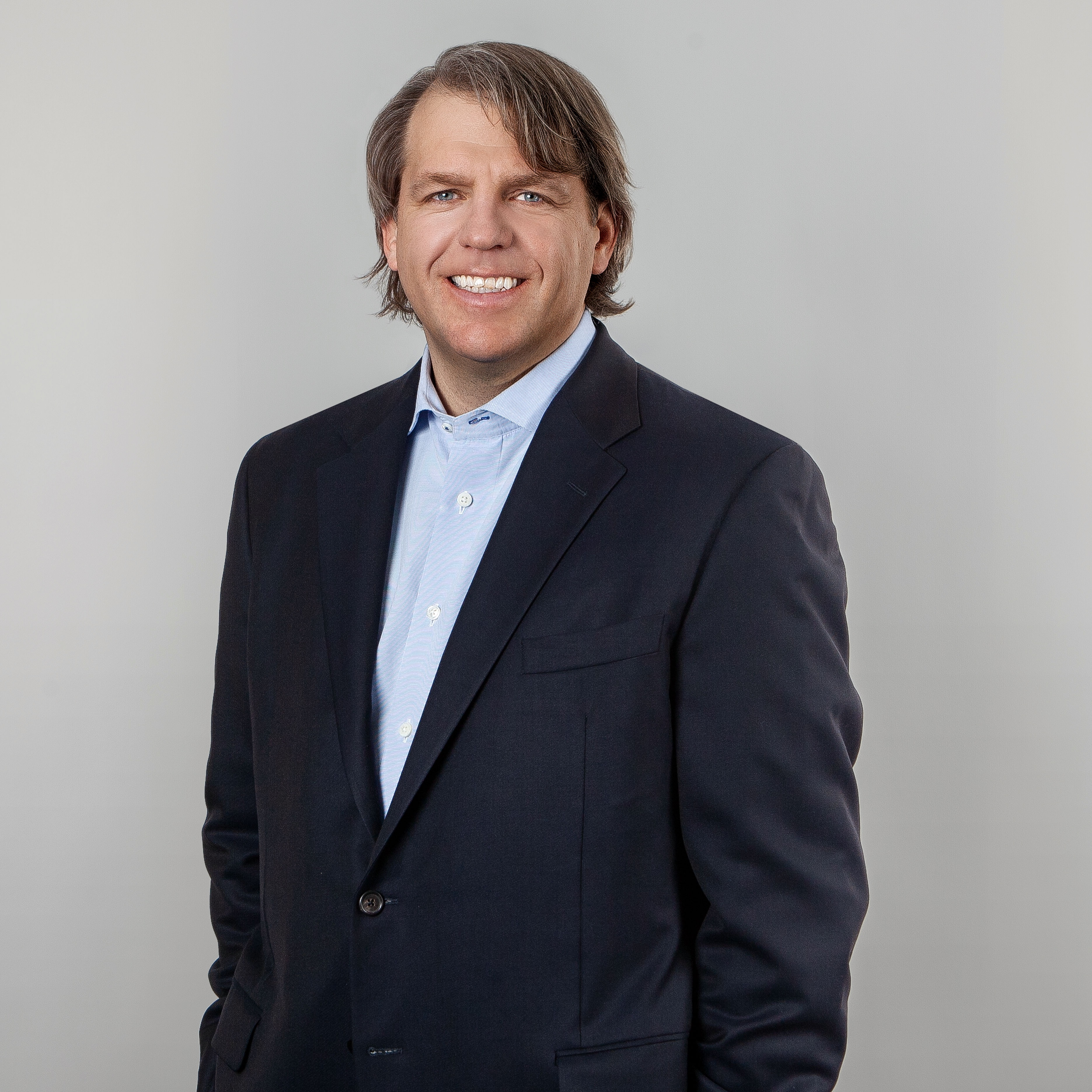
Todd Boehly, co-proprietario e presidente del Chelsea

Il Chelsea Football Club è stato gestito interamente dal Chelsea F.C. Public Limited Company, società controllata dal miliardario russo Roman Abramovič. Il 30 maggio 2022, dopo 19 anni di gestione di Abramovič, è stato annunciato il passaggio del club a un consorzio guidato da Todd Boehly e Clearlake Capital.
Le strutture e i beni fondiari del club, come ad esempio lo stadio di Stamford Bridge e il Chelsea Training Ground sono di proprietà del Chelsea Pitch Owners, società gestita dai tifosi del club.

### Organigramma
- Todd Boehly
  Clearlake Capital
  Hansjörg Wyss
  Mark Walter - Proprietari
- Todd Boehly - Presidente
- Carlo Cudicini
  Tore André Flo
  Paulo Ferreira
  Eddie Newton - Ambasciatori

### Sponsor
Di seguito la cronologia degli sponsor tecnici del Chelsea aggiornata al 5 maggio 2020.
- Umbro (1973-1981) [36]
- Le Coq Sportif (1981-1986)[36]
- Chelsea Collection (1986-1987)[36]
- Umbro (1987-2006)[37]
- Adidas (2006-2017)[38]
- Nike (2017-)[39]

### Impegno nel sociale
Come altre società, anche il Chelsea, soprattutto negli ultimi anni, si è adoperato nel sociale, specialmente nella lotta contro il razzismo: nota è, infatti, la sua adesione a campagne ufficiali della UEFA quali Kick Racism Out of Football (in italiano Calcia il Razzismo fuori dal Calcio) e Show Racism the Red Card (Mostra al Razzismo il Cartellino Rosso).

### Settore giovanile
Come ogni società professionistica, anche il Chelsea ha il proprio settore giovanile. La squadra delle riserve del club, la quale fa da tramite tra la formazione principale e la primavera della società, milita nella divisione sud della FA Premier Reserve League, il massimo campionato inglese a livello giovanile, senza essere però mai riuscita a vincerlo. La rosa delle riserve consiste in calciatori Under-21 provenienti sia dal vivaio dei Blues sia da altri club, rimpiazzati occasionalmente in vista di un incontro (soprattutto a causa di un infortunio) da membri della prima squadra non convocati dal proprio manager. Dall'agosto 2009, il loro allenatore è Steve Holland, le riserve del Chelsea e le sue giovanili hanno giocato le partite casalinghe al Griffin Park dal 2007-08 al 2009-10.
La primavera del club, invece, è conosciuta a livello internazionale per aver sempre ottenuto dei buoni risultati fin da prima della rivoluzione apportata da Roman Abramovič e José Mourinho. Infatti, sono molti i calciatori cresciuti nelle giovanili del Chelsea, tra i quali ricordiamo John Terry. Al contrario delle riserve, la squadra primavera è allenata da Dermot Drummy, e gioca i propri incontri casalinghi nel Chelsea Training Ground a Cobham. L'intero settore giovanile dei Blues è sotto l'egida del danese Frank Arnesen, direttore sportivo del club londinese. Inoltre, i giovani del club hanno conquistato tre FA Youth Cup (1960, 1961 e 2010), e sono arrivati secondi nelle edizioni del 1958 e del 2008.

## Diffusione nella cultura di massa
Nel 1930 il Chelsea partecipò ad uno dei primi film sul calcio, The Great Game. Jack Cock, un attaccante del club londinese di quei tempi, fu la star della pellicola, le cui scene vennero girate più volte a Stamford Bridge, specialmente sul campo, nella sala conferenze e negli spogliatoi. Comparvero anche altri giocatori famosi come Andrew Wilson, George Mills e Sam Millington. Il Chelsea ha anche figurato in vari film sugli hooligan, il più recente The Football Factory.
Fino agli anni cinquanta il club mantenne pure accordi di lunga durata per spettacoli di music-hall, grazie ai quali riuscì ad ingaggiare diversi attori, come ad esempio George Robey. Questa collaborazione culminò con l'uscita nel 1933 di una canzone demenziale intitolata ironicamente On The Day That Chelsea Went and Won The Cup (Il giorno in cui il Chelsea vincerà la Coppa), nella quale vengono narrate divertenti situazioni dell'ipotetico giorno in cui il team avrebbe vinto la FA Cup.
Per quanto riguarda altre canzoni, la famosa Blue Is the Colour venne pubblicata per la prima volta nel 1972, grazie anche alla collaborazione di alcuni calciatori della squadra, i quali prestarono la propria voce per la sua realizzazione. Appena uscito, il nuovo inno ufficiale della formazione londinese riuscì a raggiungere il numero cinque nella classifica dei single inglesi del tempo.
La stessa canzone, divenuta così molto popolare, venne cambiata in White is the Colour dai Vancouver Whitecaps, che l'adottarono in questa forma come proprio inno.
In occasione della finale di coppa del 1996-1997 la canzone Blue Day fu cantata dal noto Suggs, cantante dei Madness, e dai membri della squadra, raggiungendo stavolta il ventiduesimo posto nella classifica inglese.
La rockstar canadese Bryan Adams, grande tifoso del Chelsea, ha dedicato al club la canzone We're gonna win presente nell'album 18 til I Die.
Anche il cantante ed ex frontman dei Clash, Joe Strummer e il leader di Blur e Gorillaz, Damon Albarn, sono tifosi dei Blues.

## Allenatori e presidenti

### Allenatori
Di seguito l'elenco cronologico degli allenatori del Chelsea.
- 1905-1906  John Tait Robertson
- 1906-1907  William Lewis
- 1907-1933  David Calderhead
- 1933-1939  Leslie Knighton
- 1939-1952  Billy Birrell
- 1952-1961  Ted Drake
- 1961-1967  Tommy Docherty
- 1967-1974  Dave Sexton
- 1974-1975  Ron Suart
- 1975-1977  Eddie McCreadie
- 1977-1978  Ken Shellito
- 1978-1979  Danny Blanchflower
- 1979-1981  Geoff Hurst
- 1981  Bobby Gould
- 1981-1985  John Neal
- 1985-1988  John Hollins
- 1988-1991  Robert Campbell
- 1991-1993  Ian Porterfield
- 1993  David Webb
- 1993-1996  Glenn Hoddle
- 1996-1998   Ruud Gullit
- 1998-2000  Gianluca Vialli
- 2000  Graham Rix
- 2000-2004  Claudio Ranieri
- 2004-2007  José Mourinho
- 2007-2008  Avraham Grant
- 2008-2009  Luiz Felipe Scolari
- 2009  Ray Wilkins
- 2009  Guus Hiddink
- 2009-2011  Carlo Ancelotti
- 2011-2012  André Villas-Boas
- 2012  Roberto Di Matteo
- 2012-2013  Rafael Benítez
- 2013-2015  José Mourinho
- 2015  Steve Holland
- 2016  Guus Hiddink
- 2016-2018  Antonio Conte
- 2018-2019  Maurizio Sarri
- 2019-2021  Frank Lampard
- 2021-2022  Thomas Tuchel
- 2022-2023  Graham Potter
- 2023  Bruno Saltor
- 2023  Frank Lampard
- 2023-2024  Mauricio Pochettino
- 2024-  Enzo Maresca

### Presidenti

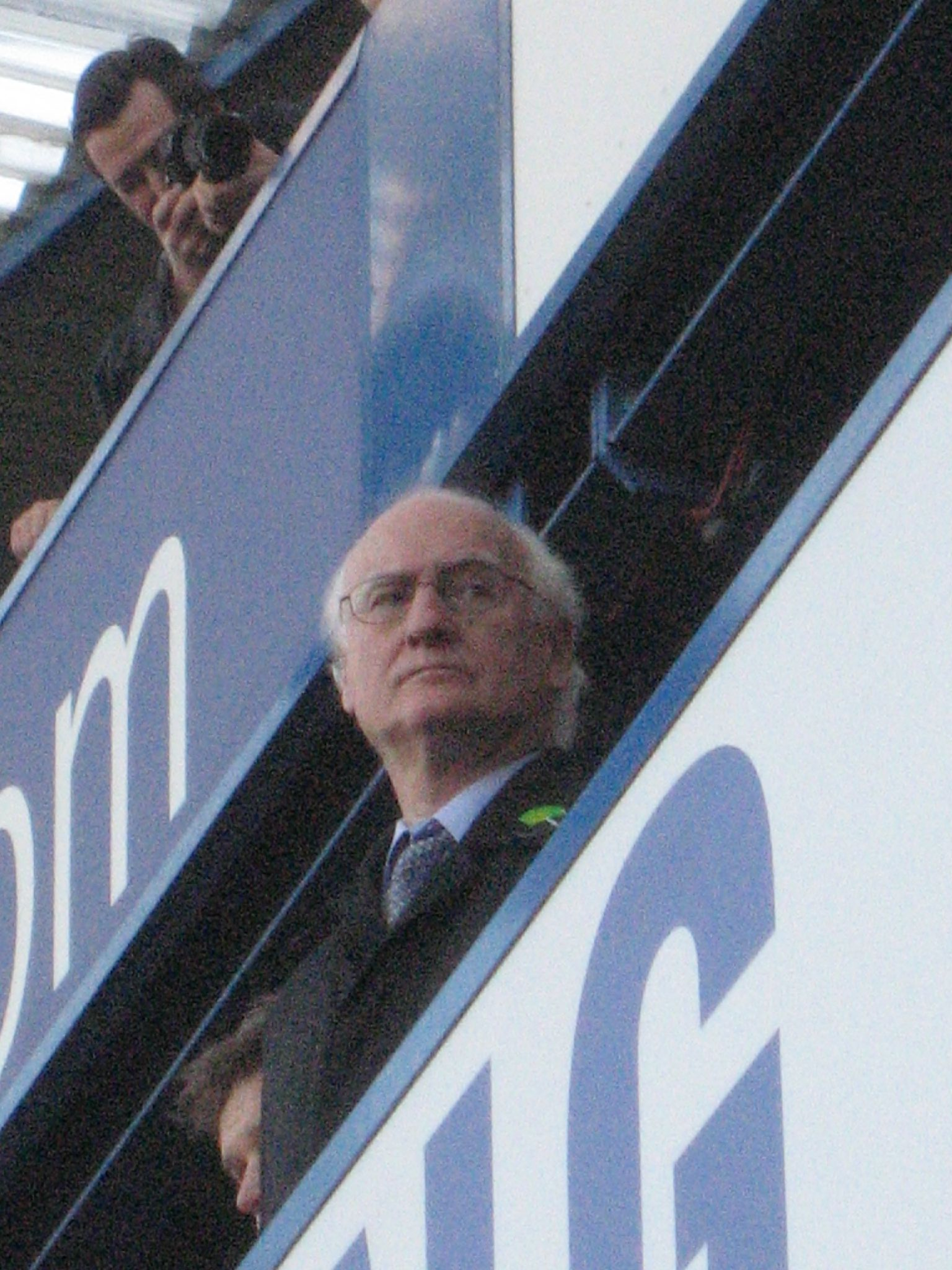
Bruce Buck, presidente della società londinese dal 2004 al 2022

Di seguito l'elenco cronologico dei presidenti del Chelsea.
- 1905-1935  Claude Kirby[49]
- 1940-1966  Joe Mears
- 1969-1981  Brian Mears[50]
- 1982-2004  Ken Bates[51]
- 2004-2022  Bruce Buck[52]
- 2022-  Todd Boehly

## Calciatori

### Capitani
In totale sono sedici i capitani che hanno guidato il Chelsea. Ron Harris ha guidato la squadra per più stagioni (quattordici tra il 1966 ed il 1980).John Terry è il capitano più vincente nella storia dei Blues con 18 trofei ed il difensore con più marcature dei londinesi.
- Roy Bentley (1953-1956)
- Ken Armstrong (1956-1957)
- Derek Saunders (1957-1959)
- Frank Blunstone (1959-1964)
- Terry Venables (1964-1966)
- Ron Harris (1966-1980)
- Micky Droy (1980-1984)
- Colin Pates (1984-1988)
- Graham Roberts (1988-1990)
- Peter Nicholas (1990-1991)
- Andy Townsend (1991-1993)
- Dennis Wise (1993-2001)
- Marcel Desailly (2001-2004)
- John Terry (2004-2017)
- Gary Cahill (2017-2019)
- César Azpilicueta (2019-2023)
- Reece James (2023-)

### Legends
Sul sito ufficiale del club sono stati inseriti diversi ex giocatori dei Blues di epoche differenti, riconosciuti come leggende del club.
- Roy Bentley (1948-1956)
- Peter Bonetti (1960-1975, 1976-1979)
- Steve Clarke (1987-1998)
- Charlie Cooke (1966-1972, 1974-1978)
- Carlo Cudicini (1999-2009)
- Marcel Desailly (1998-2004)
- Roberto Di Matteo (1996-2000)
- Kerry Dixon (1983-1992)
- Tore André Flo (1997-2000)
- William Foulke (1905-1906)
- Gianluca Vialli (1996-1999)
- Joe Cole (2003-2010)

- Jimmy Greaves (1957-1961)
- Eiður Guðjohnsen (2000-2006)
- Ron Harris (1962-1980)
- Jimmy Floyd Hasselbaink (2000-2004)
- George Hilsdon (1906-1912)
- Graeme Le Saux (1987-1993, 1997-2003)
- Claude Makélélé (2003-2008)
- Pat Nevin (1983-1988)
- Peter Osgood (1964-1974, 1978-1979)
- Ruud Gullit (1995-1998)
- Frank Lampard (2001-2014)
- Michael Essien (2005-2012, 2013-2014)

- Dan Petrescu (1995-2000)
- Gustavo Poyet (1997-2001)
- Arjen Robben (2004-2007)
- Bobby Tambling (1959-1970)
- Terry Venables (1960-1966)
- Clive Walker (1976-1984)
- Ray Wilkins (1973-1979)
- Dennis Wise (1990-2001)
- Gianfranco Zola (1996-2003)
- Didier Drogba (2004-2012, 2014-2015)

### Contributo alle nazionali di calcio
Essendosi affermato soltanto dal XXI secolo come club di vertice nel panorama calcistico mondiale, prima degli anni novanta il Chelsea non ha mai annoverato tra i propri ranghi molti giocatori convocati dalle rispettive nazionali, come testimoniano anche i risultati che in pochi hanno ottenuto con le proprie selezioni. I calciatori dei Blues laureatisi campioni del mondo sono l'inglese Peter Bonetti (nel 1966) i francesi Marcel Desailly, Frank Lebœuf, Olivier Giroud e N'Golo Kanté (i primi due nel 1998 e gli altri due nel 2018) e il tedesco André Schürrle (2014). In ambito continentale, invece, campioni d'Europa furono gli stessi Desailly e Lebœuf, insieme al connazionale Didier Deschamps, nel 2000, gli spagnoli Fernando Torres e Juan Manuel Mata nel 2012 e Marc Cucurella nel 2024 e gli italiani Emerson Palmieri e Jorginho nel 2021, mentre vincitori della Coppa America fu il brasiliano Alex nel 2007 e l'argentino Enzo Fernández nel 2024. Infine vincitori della Confederations Cup furono di nuovo i francesi Lebœuf e Desailly, con il compagno William Gallas. Il primo trionfò nel 2001, l'ultimo nel 2003 e il secondo in entrambe le occasioni. Lo spagnolo Kepa Arrizabalaga ha invece vinto l'edizione 2022-2023 della UEFA Nations League.
Anche dai dati statistici delle vittorie in ambito internazionale si evince che, oltre che alla nazionale inglese, il Chelsea ha principalmente fornito giocatori pure a quella francese. Inoltre, essendo da anni una squadra tradizionalmente composta anche da calciatori di diverse nazionalità, ha o ha avuto un buon numero di rappresentanti brasiliani, spagnoli, italiani, ivoriani, olandesi, portoghesi e serbi.

## Palmarès

### Competizioni nazionali
- Campionato inglese: 6

1954-1955, 2004-2005, 2005-2006, 2009-2010, 2014-2015, 2016-2017
- Coppa d'Inghilterra: 8

1969-1970, 1996-1997, 1999-2000, 2006-2007, 2008-2009, 2009-2010, 2011-2012, 2017-2018
- Coppa di Lega inglese: 5

1964-1965, 1997-1998, 2004-2005, 2006-2007, 2014-2015
- Charity/Community Shield: 4

1955, 2000, 2005, 2009
- Full Members Cup: 2  (record condiviso col Nottingham Forest)

1985-1986, 1989-1990
- Campionato inglese di seconda divisione: 2

1983-1984, 1988-1989

### Competizioni internazionali
- UEFA Champions League: 2

2011-2012, 2020-2021
- UEFA Europa League: 2

2012-2013, 2018-2019
- Coppa delle Coppe: 2  (record inglese)

1970-1971, 1997-1998
- UEFA Conference League: 1  (record condiviso con la Roma, il West Ham Utd e l'Olympiacos)

2024-2025
- Supercoppa UEFA: 2

1998, 2021
- Coppa del mondo per club FIFA: 2  (record inglese)

2021, 2025

### Competizioni giovanili
- FA Youth Cup: 9

1959-1960, 1960-1961, 2009-2010, 2011-2012, 2013-2014, 2014-2015, 2015-2016, 2016-2017, 2017-2018
- Torneo di Cannes: 3

1959, 1961, 1963
- UEFA Youth League: 2

2014-2015, 2015-2016
- Blue Stars/FIFA Youth Cup: 1

1984

## Statistiche e record

### Partecipazione ai campionati
| Livello | Categoria       | Partecipazioni | Debutto   | Ultima stagione | Totale |
| ------- | --------------- | -------------- | --------- | --------------- | ------ |
| 1º      | First Division  | 57             | 1907-1908 | 1991-1992       | 90     |
| 1º      | Premier League  | 33             | 1992-1993 | 2024-2025       | 90     |
| 2º      | Second Division | 19             | 1905-1906 | 1988-1989       | 19     |

### Partecipazioni ai tornei internazionali
| Competizione                  | Partecipazioni | Debutto   | Ultima stagione | Totale |
| ----------------------------- | -------------- | --------- | --------------- | ------ |
| UEFA Champions League         | 19             | 1999-2000 | 2022-2023       | 19     |
| Coppa UEFA                    | 3              | 2000-2001 | 2002-2003       | 5      |
| UEFA Europa League            | 2              | 2012-2013 | 2018-2019       | 5      |
| Coppa delle Coppe UEFA        | 5              | 1970-1971 | 1998-1999       | 5      |
| Supercoppa UEFA               | 5              | 1998      | 2021            | 5      |
| Coppa del mondo per club FIFA | 3              | 2012      | 2025            | 3      |
| UEFA Conference League        | 1              | 2024-2025 | 2024-2025       | 1      |
| Coppa delle Fiere             | 3              | 1958-1960 | 1968-1969       | 3      |

### Record

#### Squadra

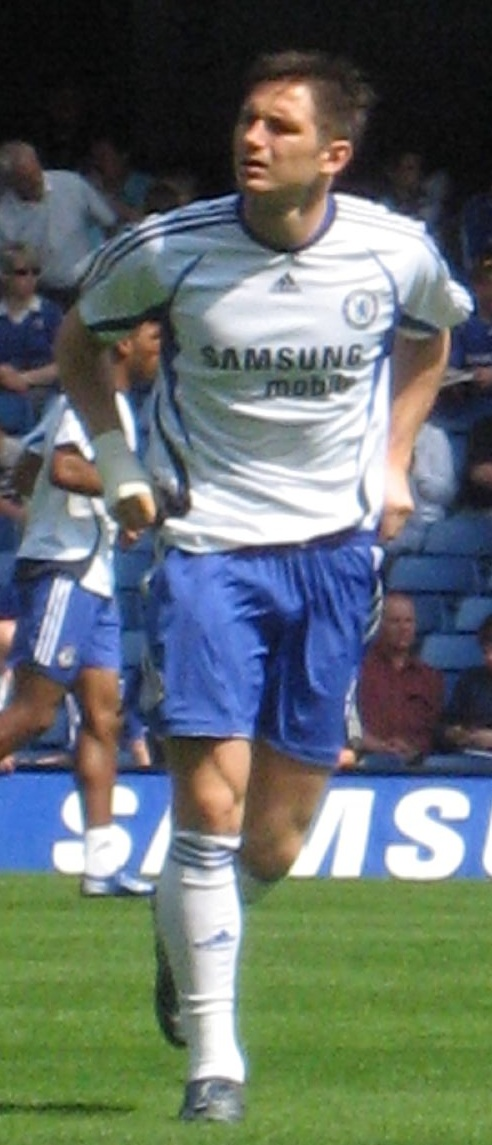
Frank Lampard, quarto giocatore per presenze e miglior marcatore di sempre nella storia dei Blues

Ufficialmente il record di affluenza dello Stamford Bridge è di 82 905 spettatori (accorsi per il derby con l'Arsenal del 12 ottobre 1935), il quale rappresenta anche il record di spettatori per una partita di Football League.
Il record di presenze per una partita della FA Cup è invece di 77 952 spettatori, registrato in occasione della partita giocata al quarto turno contro lo Swindon Town, il 13 aprile 1911. Comunque si stima che il 13 novembre 1945 oltre 100 000 fan abbiano assistito ad un'amichevole contro il team sovietico della Dinamo Mosca.
La modernizzazione dello Stamford Bridge durante gli anni novanta impedisce che il record possa essere superato in futuro. L'attuale capienza dello Stamford Bridge è di 41 837 persone.
Nella prima partita della stagione 2007-2008, contro il Birmingham City, il Chelsea ha stabilito il record di imbattibilità casalinga in Premier League (64 partite). La striscia si è protratta fino a 86 partite casalinghe senza perdere (4 anni e 8 mesi) e si è interrotta con la sconfitta interna subita dal Liverpool (0-1) il 26 ottobre 2008.
Inoltre, nell'annata 2004-2005 il Chelsea ha conseguito numerosi primati sia a livello inglese che europeo: ha infatti conquistato il record del maggior numero di punti ottenuti in una sola stagione (95), del minor numero di gol subiti (15), del più alto numero di vittorie (29), del più alto numero di partite giocate senza subire nemmeno una rete (25) e del maggior numero di partite consecutive terminate con la propria rete inviolata (6).
Dal campionato 2008-2009 il Chelsea può anche fregiarsi del record del maggior numero di vittorie consecutive in trasferta: esse sono 11, e sono comprese nel periodo che va dal 5 aprile 2008 al 6 dicembre 2008. All'inizio della stagione successiva, poi, la squadra ha conseguito altri importanti risultati statistici sotto la guida di Carlo Ancelotti: la formazione londinese, infatti, è stata l'unica nella storia del calcio inglese a vincere per otto anni consecutivi la prima partita di campionato, e ha inoltre migliorato il precedente record di José Mourinho, conquistando sei vittorie consecutive sempre a partire dalla prima di Premier League, contro le quattro dell'allenatore portoghese.
Alla fine della medesima annata, poi, il Chelsea, con 103 reti segnate, ha totalizzato il record di gol in una sola stagione del campionato inglese. Inoltre, curiosamente, la medesima squadra è risultata la più "anziana" di sempre a vincere la prima divisione britannica, con una media di 29 anni per giocatore.
Il Chelsea è stato inoltre protagonista di numerose "prime" del calcio inglese:
- Assieme all'Arsenal è stata la prima squadra ad utilizzare i numeri sul dorso della maglia, il 25 agosto 1928 nella partita contro lo Swansea Town;[69]
- Il Chelsea è stata la prima squadra a spostarsi in aereo per una partita in trasferta, allorquando ha affrontato il Newcastle Utd il 19 aprile 1957;[70]
- È stata la prima squadra della First Division ad aver giocato di domenica, contro lo Stoke City, il 27 gennaio 1974;
- Il 26 dicembre 1999 il Chelsea è diventato il primo club inglese a schierare in campo una formazione titolare composta completamente da stranieri, in una sfida valida per la Premier League contro il Southampton;[71]
- Il 19 maggio 2007 ha conquistato la prima FA Cup presso il nuovo Wembley Stadium,[72] dopo aver vinto anche l'ultima FA Cup nel vecchio Wembley;[16]
- Infine, in tutti i campionati sinora disputati, il Chelsea ha terminato la stagione in ogni posizione della classifica (dalla prima all'ultima) almeno una volta.[73]

#### Individuali
Il giocatore con più presenze con la maglia del Chelsea è l'ex capitano Ron Harris, che dal 1961 al 1980 giocò un totale di 795 partite.
Il miglior marcatore del Chelsea di tutti i tempi è Frank Lampard, con 211 gol in 648 partite dal 2001 al 2014. Sono stati nove gli altri giocatori capaci di segnare più di 100 reti, in ordine cronologico: George Hilsdon (1906-1912), George Mills (1929-1939), Roy Bentley (1948-1956), Jimmy Greaves (1957-1961), Bobby Tambling (1959-1970), Peter Osgood (1964-1974 e 1978-1979), Kerry Dixon (1983-1992), Didier Drogba (2004-2012) e Eden Hazard (2012-2019). Greaves detiene, invece, il primato del maggior numero di gol totalizzati in una sola stagione: 43 durante il campionato 1960-1961.
Statistiche aggiornate al 28 maggio 2023.
| Primato di presenze - 795 Ron Harris (1961-1980) - 729 Peter Bonetti (1959-1979) - 717 John Terry (1998-2017) - 648 Frank Lampard (2001-2014) - 592 John Hollins (1963-1975 e 1983-1984) - 508 César Azpilicueta (2012-2023) - 494 Petr Čech (2004-2015) - 445 Dennis Wise (1990-2001) - 421 Steve Clarke (1987-1998) - 420 Kerry Dixon (1983-1992) | Primato di reti - 211 Frank Lampard (2001-2014) - 202 Bobby Tambling (1959-1970) - 193 Kerry Dixon (1983-1992) - 164 Didier Drogba (2004-2012 e 2014-2015) - 150 Roy Bentley (1948-1956) - 150 Peter Osgood (1964-1974 e 1978-1979) - 132 Jimmy Greaves (1957-1961) - 125 George Mills (1929-1943) - 110 Eden Hazard (2012-2019) - 108 George Hilsdoln (1906-1912) |

## Tifoseria

### Storia
Il Chelsea detiene la quinta posizione nella classifica dei club inglesi che hanno ospitato nel proprio stadio il maggior numero di tifosi, e regolarmente attrae all'incirca 40 000 spettatori a partita. Inoltre, nella stagione 2008-2009 ha ottenuto un ulteriore quinto posto con una media di 41 464 tifosi.
Durante gli anni settanta e ottanta, i tifosi dei Blues vennero a lungo associati al fenomeno degli hooligan. Gruppi di hooligan, originariamente chiamati Chelsea Shed Boys, denominati in seguito Chelsea Headhunters, furono noti a livello nazionale per violenze contro gruppi organizzati di altre squadre, come ad esempio quello del West Ham United, l'Inter City Firm, e quello del Millwall, il Millwall Bushwackers, perpetrate sia durante che dopo varie partite. L'incremento del fenomeno negli anni ottanta portò il patron Ken Bates a proporre di erigere una rete elettrica per evitare che gli hooligan invadessero i posti riservati agli avversari: la proposta venne ritenuta inappropriata dal GLC. Dagli anni novanta ci fu una forte diminuzione di violenze a Stamford Bridge, soprattutto grazie ad interventi come la presenza di un maggior numero di forze di polizia impegnate e l'installazione di telecamere a circuito chiuso. Gli Headhunters, oltre che per i vari atti vandalici che li videro protagonisti negli anni passati, sono ancora oggi noti per la loro vicinanza all'ideologia fascista, più volte dimostrata con raffigurazioni di simboli adottati dai movimenti di estrema destra.

### Gemellaggi e rivalità
Ufficialmente in Inghilterra tra i tifosi organizzati del Chelsea e quelli delle altre squadre non risultano rapporti di amicizia. Le uniche amicizie esistenti sono quelle degli Headhunters con gli italiani della Lazio (gemellaggio sciolto dopo quello avvenuto tra Lazio e West Ham) e dell'Hellas Verona. L'amicizia più importante è quella con le ex Brigate Gialloblu del Verona risalente alla seconda metà degli anni settanta, quando ad alcuni membri delle Brigate fu concesso di esporre il loro striscione nella temutissima "Shed" dei tifosi inglesi. In passato esistevano amicizie con gli olandesi del Vitesse, coi nordirlandesi del Linfield e con gli scozzesi dei Rangers. Queste ultime due tifoserie, unite agli Headhunters grazie al colore simile che caratterizza tutte e tre le maglie, formano assieme a loro il gruppo dei Blues Brothers.. Con l'allontanamento degli Headhunters dal club queste amicizie allo stadio non sono più percepibili.

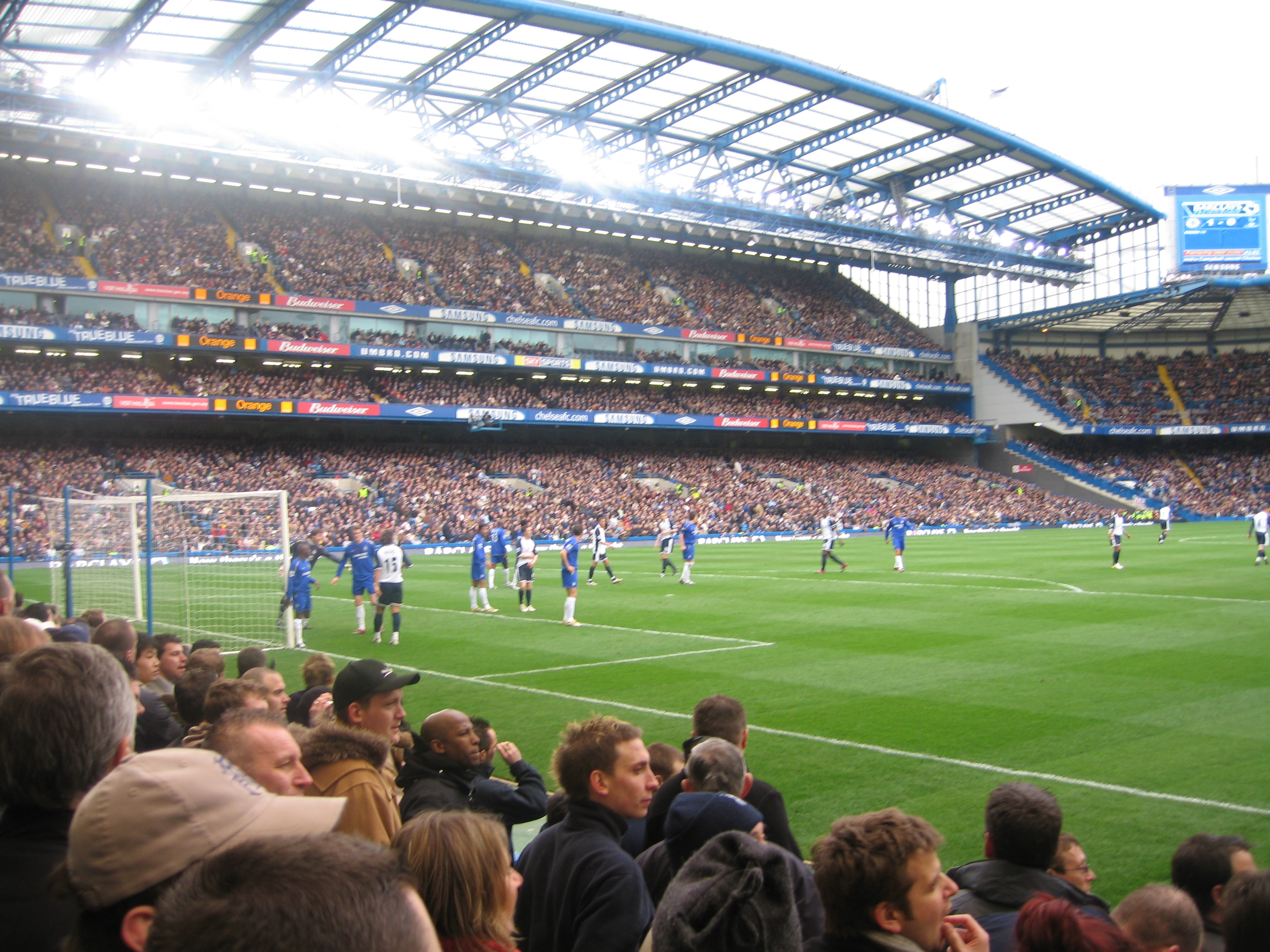
Chelsea-Tottenham, 11 marzo 2006.

I tifosi del Chelsea vivono un'accesa rivalità soprattutto con alcune squadre concittadine, tra le quali spicca soprattutto il Fulham, per ragioni storiche e logistiche. I Cottagers, infatti, sono la squadra del quartiere di Fulham, confinante con quello di Chelsea, e lo Stamford Bridge si trova proprio nel vicino distretto. Nonostante i citati fattori, questa stracittadina ha perso via via importanza col trascorrere degli anni, anche perché le due squadre hanno militato spesso in serie diverse.
Ultimamente, soprattutto per via dei parecchi scontri diretti tra le due formazioni, secondo alcuni sondaggi effettuati da Planetfootball.com la sfida più sentita dai tifosi del Chelsea è ormai quella coi cugini dell'Arsenal, seguita da quella col Tottenham e, a livello nazionale, col Manchester United. La rivalità con gli Spurs pare essere nata dopo la finale della FA Cup 1967. Quella col Manchester, invece, è stata alimentata da varie polemiche tra Sir Alex Ferguson, manager dei Red Devils, e José Mourinho, allenatore della squadra londinese tra il 2004 ed il 2007: motivo delle accese discussioni tra i due fu l'attacco che Ferguson mosse nei confronti del patron Roman Abramovič, accusato di rovinare il calcio coi troppi acquisti e i troppi soldi spesi per avere una squadra competitiva. Mourinho non mancò di rispondere sonoramente alle accuse, innescando così una lunga polemica.
Inoltre, una forte rivalità ancora a livello nazionale divide il Chelsea dal Leeds United: essa è dovuta a numerosi incontri disputati tra le due squadre negli anni sessanta e settanta, uno tra tutti la finale di FA Cup del 1970, vinta dai Blues. Anche il Liverpool di Rafa Benìtez si è aggiunto negli ultimi tempi alla schiera delle grandi rivali inglesi del Chelsea, soprattutto dopo le doppie sfide in UEFA Champions League che hanno contrapposto i Reds di Liverpool ai Blues di Londra: la più nota e discussa partita tra le due formazioni fu una delle due semifinali della Champions League 2004-2005, durante la quale Luis García segnò un gol reputato inesistente da Mourinho, che comunque condannò la sua squadra all'eliminazione dal prestigioso torneo. Esistono dei dissapori anche con gli spagnoli del Barcellona, soprattutto a causa della contestata semifinale della Champions League 2008-2009, che vide il Barcellona andare in finale: la partita fu decisa dal gol allo scadere di Andrés Iniesta, ma fu segnata dalle scelte controverse dell'arbitro Øvrebø, alcune delle quali ritenute a sfavore del Chelsea.

## Rosa
Rosa, numerazione e ruoli sono aggiornati al 7 agosto 2025
| N. |                        | Ruolo | Calciatore          |
| -- | ---------------------- | ----- | ------------------- |
| 1  | Spagna (bandiera)      | P     | Robert Sánchez      |
| 3  | Spagna (bandiera)      | D     | Marc Cucurella      |
| 4  | Inghilterra (bandiera) | D     | Tosin Adarabioyo    |
| 5  | Francia (bandiera)     | D     | Benoît Badiashile   |
| 6  | Inghilterra (bandiera) | D     | Levi Colwill        |
| 7  | Portogallo (bandiera)  | A     | Pedro Neto          |
| 8  | Argentina (bandiera)   | C     | Enzo Fernández      |
| 9  | Inghilterra (bandiera) | A     | Liam Delap          |
| 10 | Inghilterra (bandiera) | A     | Cole Palmer         |
| 11 | Inghilterra (bandiera) | A     | Jamie Bynoe-Gittens |
| 12 | Danimarca (bandiera)   | P     | Filip Jørgensen     |
| 14 | Portogallo (bandiera)  | A     | Dário Essugo        |
| 15 | Senegal (bandiera)     | A     | Nicolas Jackson     |
| 17 | Brasile (bandiera)     | C     | Andrey Santos       |
| 18 | Francia (bandiera)     | A     | Christopher Nkunku  |
| 20 | Brasile (bandiera)     | A     | João Pedro          |
| 21 | Paesi Bassi (bandiera) | D     | Jorrel Hato         |
| 23 | Inghilterra (bandiera) | D     | Trevoh Chalobah     |

| N. |                           | Ruolo | Calciatore             |
| -- | ------------------------- | ----- | ---------------------- |
| 24 | Inghilterra (bandiera)    | D     | Reece James (capitano) |
| 25 | Ecuador (bandiera)        | C     | Moisés Caicedo         |
| 27 | Francia (bandiera)        | D     | Malo Gusto             |
| 29 | Francia (bandiera)        | D     | Wesley Fofana          |
| 30 | Argentina (bandiera)      | D     | Aaron Anselmino        |
| 32 | Inghilterra (bandiera)    | A     | Tyrique George         |
| 34 | Inghilterra (bandiera)    | D     | Josh Acheampong        |
| 41 | Brasile (bandiera)        | A     | Estêvão Willian        |
| 44 | Stati Uniti (bandiera)    | P     | Gabriel Slonina        |
| 45 | Belgio (bandiera)         | C     | Roméo Lavia            |
| —  | Francia (bandiera)        | D     | Axel Disasi            |
| —  | Portogallo (bandiera)     | D     | Renato Veiga           |
| —  | Inghilterra (bandiera)    | D     | Ben Chilwell           |
| —  | Inghilterra (bandiera)    | D     | Alfie Gilchrist        |
| —  | Inghilterra (bandiera)    | C     | Carney Chukwuemeka     |
| —  | Inghilterra (bandiera)    | A     | Raheem Sterling        |
| —  | Ucraina (bandiera)        | A     | Mychajlo Mudryk        |
| —  | Costa d'Avorio (bandiera) | A     | David Datro Fofana     |

### Staff tecnico
- Enzo Maresca - Allenatore
- Roberto Vitiello - Vice allenatore
- Wilfredo Caballero - Vice allenatore
- Matt Hallam - Analista video
- Ben Roberts - Preparatore dei portieri
- James Russell - Preparatore dei portieri
- Sebastiano Pochettino - Preparatore atletico
- James Melbourne - Consulente tecnico
- Christy Fenwick - Consulente tecnico
- Dimitrios Kalogiannidis - Responsabile settore medico